# Sea of Solitude
Sea of Solitude (с англ. — «Море одиночества») — приключенческая инди-игра, разработанная независимой немецкой студией Jo-Mei Games и выпущенная EA Games. Её выход состоялся 5 июля 2019 года на платформы Windows, PlayStation 4 и Xbox One в рамках EA Originals. Игрок управляет девушкой по имени Кей, страдающей от одиночества, чувства безнадёжности ненависти к себе и окружающим, что в итоге превратило её частично в монстра. Игрок исследует затопленный город, являющийся аллюзией на душевное состояние героини, где её воспоминания о событиях и людях приобрело формы чудовищ, норовящих убить Кей, или же помочь ей.
Вымышленный город создан по образу Берлина. Анонс игры состоялся в феврале 2015 года. Её художественный директор, Корнелия Гепперт, заметила, что на создание Sea of Solitude её сподвигли травмы в её личной жизни. После оскорбительных отношений, длящихся с 2014 по 2017 года, Гепперт решила исследовать собственные страхи и эмоции, что в итоге вылилось в разработку игры.
Оценки Sea of Solitude можно охарактеризовать в целом, как смешанные. Средняя оценка по версии агрегатора Metacritic варьируется от 64 до 72 баллов из 100 возможных. С одной стороны критики похвалили игру за её идею и признались, что их тронула рассказанная история о душевном состоянии героини, тем не менее игровой процесс получил сдержанную оценку.
В 2021 году эксклюзивно для платформы Nintendo Switch вышла обновлённая версия игры, получившая название Sea of Solitude: The Director’s Cut. В новом издании был сильно изменён сценарий, улучшена графика, а игровые персонажи были переозвучены.

## Игровой процесс
Игра начинается с того, что главная героиня по имени Кей пробуждается на лодке посреди затопленного сюрреалистического города. Сама девочка страдает от сильного одиночества, чувства безнадёжности, гнева и бесполезности, что превратило её частично в монстра.

Демонстрация игрового процесса

По мере прохождения, девочка сталкивается с другими монстрами, воплощающими разные отрицательные воспоминания Кей, в том числе и воспоминания и людях из её жизни. Монстры могут как помогать, так и проявлять агрессию, нападая на Кей. Игрок не должен сражаться с монстрами, он может либо убегать от них, или же найти к ним подход и понять, почему они стали таковыми. В основе игры лежит внутренний диалог человека, пытающегося смириться со своими недостатками. Сами монстры — это метафорическое образы переживаний девочки. По мере прохождения, игрок узнаёт новые подробности из жизни Кей. Прохождение в игре поделено на три этапа, каждый из которых посвящён отдельному моменту в жизни Кей.
- В первом этапе Кей должна найти подход к её обиженному младшему брату, который подвергался травле со стороны его одноклассников и якобы друзей. Кей же до недавнего времени не желала обращать внимание на это и оставляла брата без защиты. Сам брат представлен в образе раненой вороны.
- На втором этапе Кей наблюдает за противостоянием двух монстров — её матери и отца, которые постоянно ругаются и не могут найти общий язык, так как мать отчаянно стремится сохранить брак и недовольна тем, отец поглощён работой. Отец же морально устал от семьи, детей и упрёков жены, выгорел на работе, но не желает отказываться от достигнутого.
- На третьем этапе Кей отчаянно стремится сохранить отношения со своим токсичным бойфрендом-газлайтером (представленным в виде волка), который страдает от депрессии и исчезает на недели. Кей этого не понимает и пытается найти способ сохранить отношения. В конце концов парень бросает девушку.
- В заключительном акте Кей противостоит тьме, пришедшей после разрыва отношений с бойфрендом. Она должна смириться со своим горем и принять внутренних демонов, в конце концов тьма отступает из вымышленного мира.

Сам город игровой мир под названием «Море Одиночества» соткан из воспоминаний героини, в частности знакомых ей мест, таких, как например железнодорожный путь, тренажёрный зал, офисное здание и так далее. Героиня может перемещаться по городу через водные каналы на лодке. Вымышленный мир меняет свою погоду и цвета в зависимости от эмоциональных переживаний героини. Когда ей грустно, страшно, одиноко или стыдно, окружающий мир наполнен мраком и дождём, при этом под водой маячит монстр, норовящий съесть героиню. Перемещение по локациям зачатую требует переплывать между домами и игрок должен делать это как можно быстрее и пока монстр находится далеко. Положительные эмоции, такие как радость и надежда окрашивают мир в яркие и светлые цвета, а воды также безопасны. Иногда вода отступает, открывая доступ к раннее недоступным локациям.

## Разработка
Разработкой игры занималась немецкая независимая студия разработчиков видеоигр Jo-Mei Games, расположенная в Берлине, в чей состав входят 12 человек и один композитор из Лондона. Финансированием игры занималась EA Games в рамках программы по поддержке видео-игр EA Originals.

### Предпосылки
Ещё с 2009 года, команда Jo-Mei Games на протяжении пяти лет занималась выпуском многочисленных условно бесплатных мобильных игр, которые создавались ради коммерческой выгоды. Корнелия Гепперт, геймдизайнер и руководительница несмотря на стабильные доходы, заметила, что такая ситуация её крайне не устраивала, так как она всегда мечтала создать подобие «артхаусной игры», имеющую какую либо значимость. Примерно в это же время Гепперт начала встречаться с молодым человеком, который однако имел привычку исчезать на долгие промежутки времени без объяснения каких либо причин, позже разработчица узнала, что он страдал от клинической депрессии, впоследствии Герперт принялась изучать психические расстройства, чтобы понять состояния партнёра, что в итоге привело её к идее создать тематическую игру, исследующую депрессию и одиночество.
В данном решении играл ещё один важный фактор, Герперт заметила, что в период с 2014 по 2017 года сама переживала ряд неприятных моментов в личной жизни и сама находилась в состоянии депрессии и должна была «каким то способом испустить свой пар», что вылилось в написание первых строк о её попадании на лодку в вымышленном затопленном городе. «Данный контекст примечателен тем, что игра — это метафора реальных вещей, связанных с одиночеством. Персонажа зовут Кей и выглядит она так, кем образно себя ощущает — монстром, полной ненависти к себе, но окружённой этим красочным миром. Она должна понять собственные чувства, чтобы знать, что делать дальше». Уровень воды поднимается и опускается, отражая её собственное состояние души и она должна избавится от населяющих мир монстров, как от испорченных воспоминаний, а дизайнер уровней также участвовал в написании сценария к игре.
Когда Гепперт впервые предложила идею команде, они с энтузиазмом приняли данную идею и даже сами решили поделиться собственным опытом переживания одиночества, которые в итоге также вошли в игровой процесс. Гепперт заметила, что их команду можно назвать в полной мере инди-студией, так как некоторые члены команды перенимали несколько ролей в разработке, например Мириам Джуд, главный аниматор также озвучивала голос главной героини. Однако команда по прежнему сомневалась в решении разрабатывать игру из-за финансовых ограничений. Так, перед тем, как приняться создавать игру, команда решила выпустить несколько gif-изображений с демонстрацией художественного стиля Sea of Solitude. Неожиданно для команды, изображения стали крайне популярными в социальных сетях и последовало множество восторженных отзывов. Это вдохновило команду на попытку связаться с EA Games, узнав о её программе EA Originals.
Когда Герберт связалась с представителями EA Games, те также с энтузиазмом согласились финансировать разработку, заметив, что «эту историю нужно рассказать и показать миру». Геймдизайнер с сарказмом заметила, что когда делится историей о своей борьбе с одиночеством, то сразу же разбуждает у людей сочувствие и энтузиазм, хотя и призналась, что ей это всегда легко удавалось, в отличие от многих людей. Герберт также выразила признание многим людям после демонстрации игры на E3, которые выражали восхищение тем, что «Герберт впервые затронула данную тему», а также, что они не чувствовали себя такими одинокими, когда кто-то затрагивал данную тему.

### Разработка
Сам процесс разработки Герперт описывала, как катарсис, позволяя ей сочетать коммерческий опыт с тем, что она называет «чистым» художественным подходом. Всё происходящие в игре — это метафора эмоционального состояния девочки, например она может позволить отступиться морю, чтобы открыть спрятанные локации, то есть девочка постепенно открывает сердце для больных для неё воспоминаний, чтобы разобраться с ними. Сам город создавался по образу родному для Гепперт городу Берлину и скорее представляет собой гибридное место, вдохновлённое районом приёмной семьи Гепперт и её родной рыбацкой деревней на Балтийском море. Геймизайнер заметила, что «сама идея игры заключается в том, что когда людям становится слишком одиноко, они превращаются в монстров… я хочу показать более широкий подход к человеческим чувствам», она также заметила, что хотела показать как хорошие, так и плохие стороны в людях, представляя их палитру в «серых оттенках», а не разделяя действительность на чёрное и белое, или добро и зло.
Игровая механика во многом завязана на погодных условиях, например солнечная погода означает безопасность и возможность свободно исследовать город на лодке, а во время дождя на героиню могут напасть подводные твари. Несмотря на всю фантастичность показанного мира, Гепперт считает его вполне реальным, а скорее способом показать игрокам, как люди испытывают разные формы одиночества. Гепперт также заметила, что уже давно мечтала о создании подобной игры, однако ещё до недавнего времени не было принято говорить и душевных заболеваниях в контексте игры, так как компьютерные игры рассматривались прежде всего, как развлекательные продукты.
Сама Sea of Solitude изначально рассматривалась, как приключенческая игра, как наиболее подходящая для освящения «глубокой истории». Одна из главных проблем была связана с созданием игрового процесса, который бы вписывался в концепцию психологии и приключения, Гепперт долгое время экспериментировала с разной игровой механикой.
Отвечая на некоторые сходства Sea of Solitude с Journey, Герперт утверждала, что не вдохновлялась данной игрой, даже наоборот называя её противоположностью Sea of Solitude, заметив, что Journey скорее является «песней, через которую игрок плывёт». Sea of Solitude же обращается чётко к словам и конкретным описаниям, делая игру скорее более схожей с Gone Home.

## Анонс и выход
Анонс игры состоялся на пресс-конференции EA на мероприятии Е3 2018. Sea of Solitude позиционировалась, как инди-игра, созданная при финансовой поддержки EA в рамках EA Originals наряду с такими играми, как A Way Out, Fe и Rustheart. Тогда же ожидалось выпустить игру в начале 2019 года. В мае 2019 года был показан трейлер игры с запланированной датой выхода — 5 июля 2019 года для PlayStaion 4, Xbox One и персональных компьютеров. В марте 2019 года, редакция The New York Times заметила, что Sea of Solitude являются частью быстрорастущего тренда на видеоигры, затрагивающие темы психологического здоровья. Sea of Solitude не ставит перед собой цель быть развлекательным продуктом в классическом понимании, а скорее позволить игрокам осмыслить свои переживания по поводу одиночества, запугивания, токсичных отношений, тревожного прошлого и дать им понять, что это распространённое и естественное явление, а не предмет их позора. Игрок оказывается в центре конфликта с целью не только прочувствовать его, но и также повлиять на них и изменить исход событий.
Выход игры был перенесён на лето 2019 года, на установленную дату — 5 июля 2019 года.

## Музыка
Музыкальные композиции к игре написал Гай Джексон из Лондона с участием оркестра. Сам композитор уже раннее сотрудничал с Jo-Mei Games. По случайным обстоятельствам, ещё до начала сотрудничества, Джексон, вдохновляясь песней Элтона Джона — Sorry Seems to Be the Hardest Word, создал папку «sad, sad situation», куда начал записывать музыку меланхолического характера. Во время встречи Джексона с разработчиками Jo-Mei Games, они обсуждали, какая музыкальная тема лучше подойдёт для игры и Джексон загрузил недавно созданный трек, вызвав слёзы у Корнелии Гепперт. Тогда с него композитор начал своё создание саундтрека к игре. Он начинал записывать треки, играя на фортепиано вместе с певицей Стеллой Анджеликой.
Самый первый трек в итоге стал песней «I Picture You Before Me», который представлен в двух ключевых моментах: в начале и конце. Он задаёт тон эмоционального путешествия игроков и, в конечном итоге, приводит к завершению истории. Тексты к песне написала и спела Стелла Анджелика. Сама же певица, до недавнего времени страдала от душевного расстройства: была отчислена из музыкального училища из-за анорексии, не позволяющей ей полноценно петь и чуть не покончила самоубийством. Анджелика в итоге призналась, что участие в проекте по разработке Sea of Solitude помогло выбраться ей из этого состояния и набрать вес, а также в итоге помочь команде разработчиков в создании эмоционального ядра в игре.
28 июня 2019 года вышел музыкальный альбом, состоящий из саундтрека к игре, куда вошло 20 композиций. Виниловое издание распространялось лейблом Sony Classical.
| - 1. Discover the Past — 4:07 - 2. Leave Me Alone — 2:54 - 3. Sunny’s Theme — 3:43 - 4. I Picture You Before Me — 4:16 - 5. Through the Dark Matrix — 3:46 - 6. Kay’s Theme — 3:53 - 7. Overcoming with Emotion — 0:52 - 8. Engulfed by the Monster — 1:51 - 9. The Onward Voyage — 2:59 - 10. Octopus Theme — 3:06 | - 11. My Floating Sanctuary — 3:51 - 12. Lonely Dark Shadows — 2:58 - 13. Battaglia — 3:56 - 14. Ascension — 4:38 - 15. Cold on the Outside — 4:02 - 16. Battaglia Lento Cortese — 3:06 - 17. Braving the Cold — 1:58 - 18. I Picture You Before Me — 4:13 - 19. The Darker Side — 2:27 - 20. What If? — 1:13 |

## Критика
| Сводный рейтинг    | Сводный рейтинг                        |
| Агрегатор          | Оценка                                 |
| ------------------ | -------------------------------------- |
| GameRankings       | 67,40 %                                |
| Metacritic         | 72/100 (XONE) 69/100 (PS4) 64/100 (ПК) |
| Иноязычные издания |                                        |
| Издание            | Оценка                                 |
| Destructoid        | 7,5/10                                 |
| Game Informer      | 7,5/10                                 |
| GameRevolution     | 2,5/5                                  |
| GameSpot           | 7/10                                   |
| IGN                | 6,5/10                                 |

Оценки Sea of Solitude можно охарактеризовать в целом, как смешанные. Средняя оценка по версии агрегатора Metacritic варьируется от 64 до 72 баллов из 100 возможных. Сама игра была номинирована в категории «Игры за влияние» на церемонии The Game Awards 2019, в категории «игры особого класса» на мероприятии NAVGTR Awards, а также получила «премию Мэтью Крампа в области культурных инноваций» на SXSW Gaming Awards.
Критик сайта Destructoid свой обзор прокомментировал следующим образом: «„Sea of Solitude“ выделяется своей искренностью, оно настолько до боли искренна, что я даже не решался давать оценку в этом обзоре. Я чувствовал себя почти глупо, как будто мне позволили прочитать дневник родственника только, чтобы поставить ему палец вверх или вниз». Обозреватель сайта The Games Machine заметил что Sea of Solitude — это игра о страданиях и альтруизме, свете и тьме, ужасных ошибок и смелых учений, в итоге критик обязательно рекомендует опробовать игру. Представитель сайта Game Informer заметил, что Sea of Solitude очень чутко демонстрирует то, как «психическое здоровье разрушает жизнь не только тех, кого оно затрагивает, но и близких и любящих людей. Кей узнаёт много нового о себе, поняв важность слушать остальных, примирившись со своими недостатками, и не только сопереживая семье, но и признавая, что простое исправление не всегда возможно». Редакция журнала Vice заметила, что разработчики явно хотели создать амбициозную игру, что в принципе непомерно трудно для инди-студии, даже при поддержке ЕА, хотя игра имеет свои недостатки, она по прежнему остаётся потрясающим достижением. Обозреватель сайта The Guardian назвал Sea of Solitude «ослепительным катарсисом, исследующим психическое здоровье» и «редкой в своё роде и дерзкой игрой, решающей проблемы депрессии и её причин». Критик сайта Windows Central назвал игру невероятно трогательным и продуманным повествовательным приключением, предлагающим хороший игровой процесс, но она могла бы предложить лучшее озвучивание и большею длину.
Другая часть критиков оставили смешанные оценки об игре, например критик сайта IGN, подводя итог своей оценки заметил, что «„Sea of Solitude“ предлагает прекрасный мир и интригующую историю, но игровой процесс просто не развивается, чтобы предложить захватывающее приключение». Критик сайта Game Revolution заметил, что «По сути это лодка, красиво выглядящая снаружи, пока ты не запрыгиваешь внутрь, и замечаешь все дыры, пытающиеся утопить лодку». Рецензент PC Gamer аналогично заметил, что «„Sea of Solitude“ знает, как справиться с психическими заболеваниями, но не использует среду, чтобы рассказать свою историю». В частности критик указал на то, что у него возникало чувство, будто он управлял холодным механизмом, вращающим шестерни и тянул рычаги, чтобы перемещать кукол. Хотя сама игра предлагает зрелые, детальные истории о психическом здоровье и взаимоотношениях, она делает это через неуклюжею игру от третьего лица. Критик российского сайта Игромания оценил факт того, что спонсором для инди-игры вызвалась EA Games — «бездушная машина по выпуску футбольных симуляторов и военных шутеров», однако саму игру критик счёл провальной, навязывающей сомнительные моральные ценности, что «быть эгоистом плохо, младшим братьям нужно помогать, семья — это важно», с чем такие игры, как например Dear Esther, Gone Home и Firewatch справлялись значительно лучше, однако сама игра по сути представляет собой симулятор ходьбы с минимальным количеством головоломок и скудными локациями.

## The Director’s Cut
Корнелия Герперт на церемонии награждения The Game Awards 2020 анонсировала «режиссёрскую версию» Sea of Solitude для платформы Nintendo Switch. Игра была выпущена 4 марта 2021 года издателем Quantic Dream. В новом издании была улучшена графика и анимация, расширены кат-сцены, переписан сценарий. По заявлению самой Герперт, примерно треть реплик было удалено, а многие из оставшихся изменены. Персонажи были озвучены профессиональными актёрами, в отличие от оригинальной версии, в которой в качестве актёров озвучки выступали работники студии разработчика.